# Venancio Celestino Orbe Uriarte
Venancio Celestino Orbe Uriate (ur. 6 kwietnia 1927 we Fruiz w Kraju Basków w Hiszpanii, zm. 18 lipca 2008 w Limie w Peru) – duchowny rzymskokatolicki, pasjonista, od 1967 do 2000 biskup - prałat terytorialny Moyobamaba w Peru (Region San Martín).

## Życiorys
16 marca 1957 przyjął Święcenia kapłańskie. 25 sierpnia 1967 papież Paweł VI mianował go prałatem terytorialnym w Moyobamba w Peru i biskupem tytularnym Naratcata (z tego tytułu zrezygnował 10 lat później, pozostając przy swojej funkcji). 21 listopada tego roku kardynał Juan Landázuri Ricketts, ówczesny arcybiskup Limy udzielił mu sakry. 6 czerwca 2000 papież Jan Paweł II przyjął jego rezygnację. Ostatnie lata życia spędził w klasztorze Pasjonistów pw. Matki Bożej z Pilar w Limie, gdzie zmarł 18 lipca 2008 roku. Został pochowany w grobowcu pasjonistów na cmentarzu "Cementerio de la Planicie" w Limie, później jego szczątki przeniesiono do katedry w Moyobamba.